# Андријана Богдановић Нешковић
Андријана Богдановић Нешковић (Београд, 1970) је српска сликарка.

## Биографија
Рођена је 1970. године у Београду. Уписала је Факултет ликовних уметности на Цетињу 1995, а дипломирала је на Факултету ликовних уметности Универзитета уметности у Београду у класи професора Зорана Вуковића 2002. Члан је Удружења ликовних уметника Србије од 2008. године. Награђена је стипендијом фонда Лубарда 2000. Учествовала је на већем броју колективних изложби и пројеката и одржала је три самосталне изложбе у Београду. Једна је од организатора и учесника ликовне колоније Rock Village 2013—2015. и учесник ликовне колоније на фестивалу Циркулирање у Вршцу. Бави од цртежима, прави их на картону и папиру у различитим форматима, уљаним пастелима, графитима, крејонима, колажним елементима, акрил–тушом, туш–пастелом и слично.